# Mariko Kawana
Mariko Kawana (川奈まり子, Kawana Mariko), née le 9 novembre 1967 , est un mannequin et actrice pornographique japonaise, à la fois du softcore cinéma rose et du V-Cinéma. Elle est aussi réalisatrice de films pornographiques.

## Crédits
- (en) Cet article est partiellement ou en totalité issu de l’article de Wikipédia en anglais intitulé « Mariko Kawana » (voir la liste des auteurs).